# Tsoúka (ort)
Tsoúka (Tsouka) är en ort i Grekland.   Den ligger i prefekturen Fthiotis och regionen Grekiska fastlandet, i den centrala delen av landet, 180 km nordväst om huvudstaden Aten. Tsoúka ligger 489 meter över havet och antalet invånare är 379.
Terrängen runt Tsoúka är huvudsakligen kuperad, men söderut är den bergig. Runt Tsoúka är det ganska glesbefolkat, med 23 invånare per kvadratkilometer. Närmaste större samhälle är Makrakómi, 5,1 km öster om Tsoúka. 